# بوسه مرگ (فیلم ۱۹۱۶)
بوسه مرگ (سوئدی: Dödskyssen) یک درام صامت سوئدی به کارگردانی ویکتور شوستروم است که در سال ۱۹۱۶ منتشر شد. از بازیگران آن می‌توان به ویکتور شوستروم اشاره کرد. حدود ۳۰ دقیقه از فیلم در آرشیو فیلم سینماتک فرانسه نگهداری می‌شود.